# Sant Just Desvern (del av en befolkad plats)
Sant Just Desvern är en del av en befolkad plats i Spanien.   Den ligger i provinsen Província de Barcelona och regionen Katalonien, i den östra delen av landet, 500 km öster om huvudstaden Madrid. Sant Just Desvern ligger 109 meter över havet och antalet invånare är 15 811.
Terrängen runt Sant Just Desvern är kuperad åt nordväst, men åt sydost är den platt. Terrängen runt Sant Just Desvern sluttar söderut. Runt Sant Just Desvern är det mycket tätbefolkat, med 10 000 invånare per kvadratkilometer. Närmaste större samhälle är Barcelona, 7,6 km öster om Sant Just Desvern. Runt Sant Just Desvern är det i huvudsak tätbebyggt.